# Harkenclenus immaculosus
Harkenclenus immaculosus är en fjärilsart som beskrevs av Comstock 1913. Harkenclenus immaculosus ingår i släktet Harkenclenus och familjen juvelvingar. Inga underarter finns listade i Catalogue of Life.